# Livin' My Life
Livin' My Life is een Engelstalige single van de Belgische band Sylver uit 2003.
De single bevatte daarnaast nog drie remixen en een "extended version" van het lied.
Op Radio 538 werd het Dancesmash en nummer 33 in de Top 40.
Het liedje verscheen op hun album Little Things uit 2003.

## Meewerkende artiesten
Producer: 
- Regi Penxten
- Wout Van Dessel

Artiest:
- Silvy De Bie (zang)